# Seznam španskih telovadcev
Seznam španskih telovadcev.

## B
- Joaquín Blume

## C
- Almudena Cid Tostado

## D
- Gervasio Deferr

## O
- Ruben Orihuela

## P
- Carolina Pascual

Predloga:Telovadci